# Ахмет Кая
Ахмет Кая (28 жовтня 1957 — 16 листопада 2000) — турецько-курдський фолк-співак.

## Біографія
Ахмет Кая народився 28 жовтня 1957 року у Малатії. Був п'ятою дитиною в родині. На музичну кар'єру вплинув його батько, який купив йому справжню багламу, побачивши, як Ахмет давав «концерти» курям зі своєю саморобною багламою. У юному віці, він давав концерти для товаришів по службі свого батька, перший концерт відбувся в липні 1966 року у віці дев'яти років. Пізніше влаштувався на роботу в магазин платівок, де працював після школи. До 1977 року родина оселилася в Стамбулі, де він і його батько влаштувалися на роботу в телефонну компанію, яка належала Малатьянам. Був у турецькій армії музикантом в армійському оркестрі в Геліболу.

## Музична кар'єра
Він грав у групі Ферді Тайфура, через яку познайомився з лідером організованої злочинності «Кюртом Ідрісом». У момент, коли він давав уроки сину Курта Ідріса Баглами, його заарештували через пістолет, який знайшли в офісі боса мафії. Після звільнення з в'язниці через три місяці він влаштовував концерти з Хюсейном Демірелем, і незабаром вони звернулися до звукозаписного лейбла. Після покращення фінансового становища завдяки успіху його четвертого альбому, випущеного в 1986 році, він і його дружина переїхали в район Бейоглу в будинок неподалік від середньої школи Галатасарай. Після переїзду у більшу квартиру в шикарному районі Валідечешме він став об'єктом критики з боку частин лівого руху. Його фінансове становище та його політичні заяви все ще були проблемою для лівого руху, а також для турецької влади. У 1994 році він випустив свій найвідоміший на сьогоднішній день альбом Şarkılarım Dağlara, який включав пісні, присвячені курдсько-турецькому конфлікту між Робітничою партією Курдистану (РПК) і турецькою армією, що лютує в турецькому Курдистані.

## Інцидент на церемонії нагородження

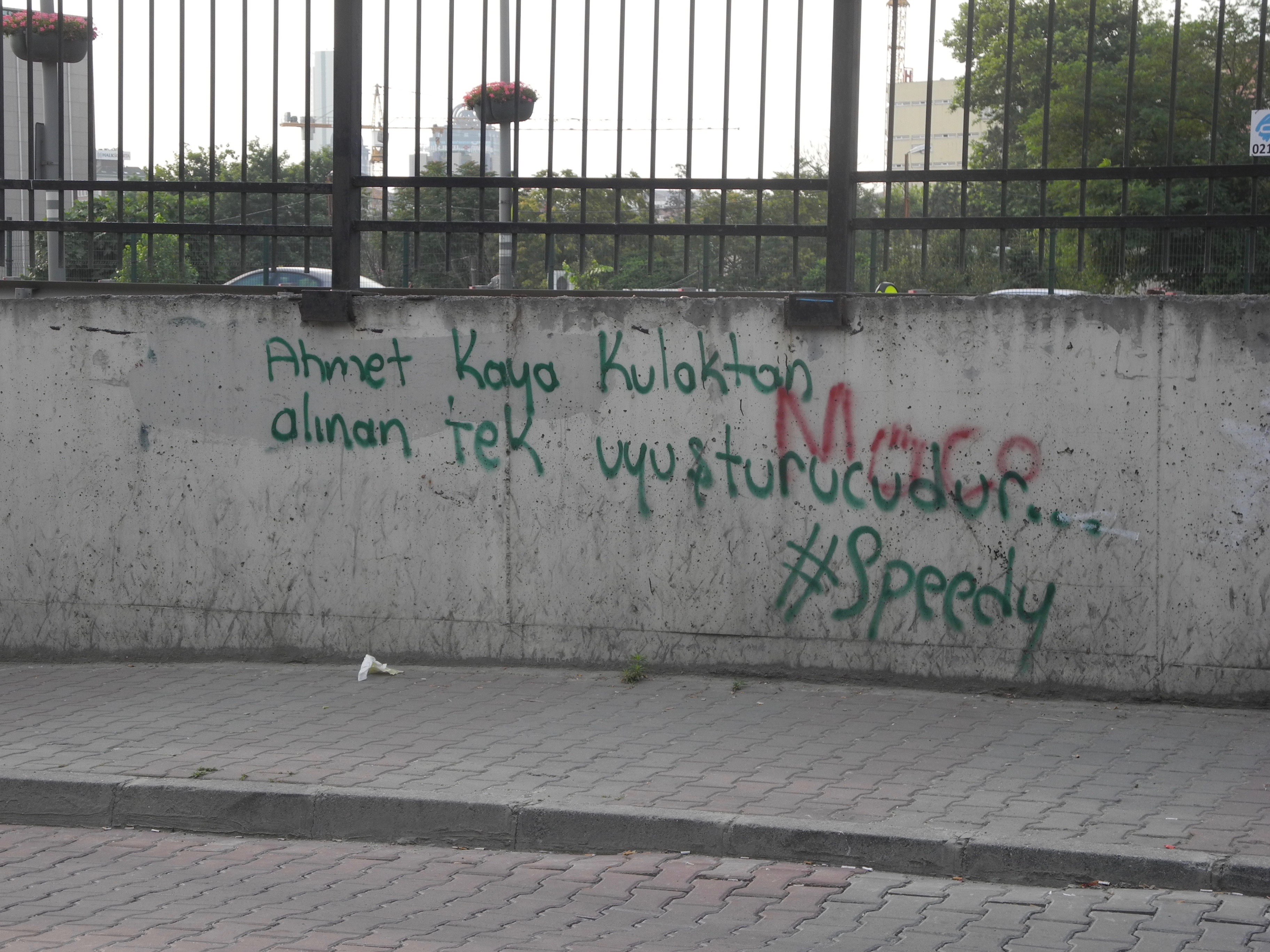
Данина поваги в графіті силі голосу Ахмета Кая в Окмейдані, Стамбул: «Єдиний наркотик, який приймають через вухо, — це Ахмет Кая».

11 лютого 1999 року під час телевізійної щорічної церемонії вручення музичних нагород, на якій його мали назвати Музикантом року, Кайя сказав, що хоче створювати музику своєю рідною мовою, оскільки він курдського походження.
Після цього оголошення він зіткнувся з масовою опозицією з боку турецького народу. Пізніше на Каю напали знаменитості. Дружина Кая описує напад так: «Раптом усі ці шикарні жінки та чоловіки, усі вони перетворилися на монстрів, хапали виделки та ножі та кидали їх у нас, ображаючи, освистуючи. Уявіть, що атмосфера зміниться всього за п'ять хвилин, майже кафкіанське перетворення»
У березні 2000 року його заочно засудили до трьох років і дев'яти місяців позбавлення волі за звинуваченням у поширенні сепаратистської пропаганди. Згодом було доведено, що твердження ЗМІ про те, що фото Кая перед плакатом, було підробленим. Він помер від серцевого нападу в Парижі в 2000 році у 43 роки і похований на кладовищі Пер-Лашез.

### Вандалізм могили
У листопаді 2021 року відвідувачі його могили виявили, що на неї напали невідомі.

## Посмертні нагороди
У червні 2012 року Турецька асоціація журналістів присудила Ахмету Кая спеціальну премію.
У жовтні 2013 року Ахмет Кая отримав Велику президентську премію в галузі культури та мистецтва в номінації «Музика».